# Adolf Just

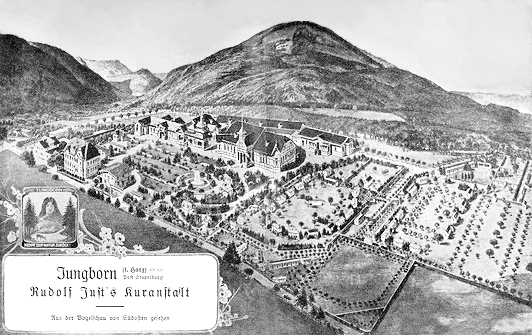
Adolf Justs Kuranstalt Jungborn omkring år 1920.

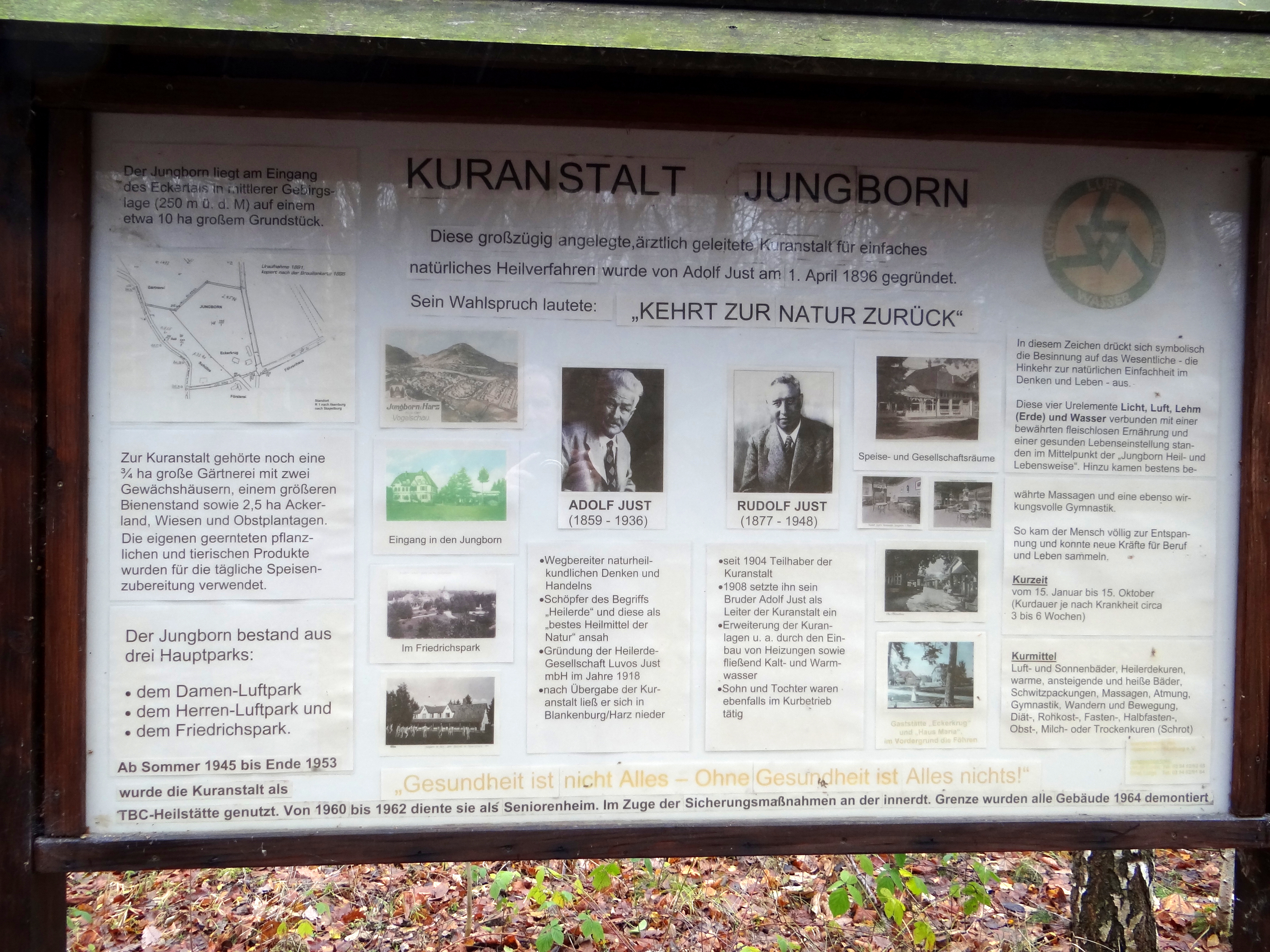
Informationstavla vid Kuranstalt Jungborn 2013.

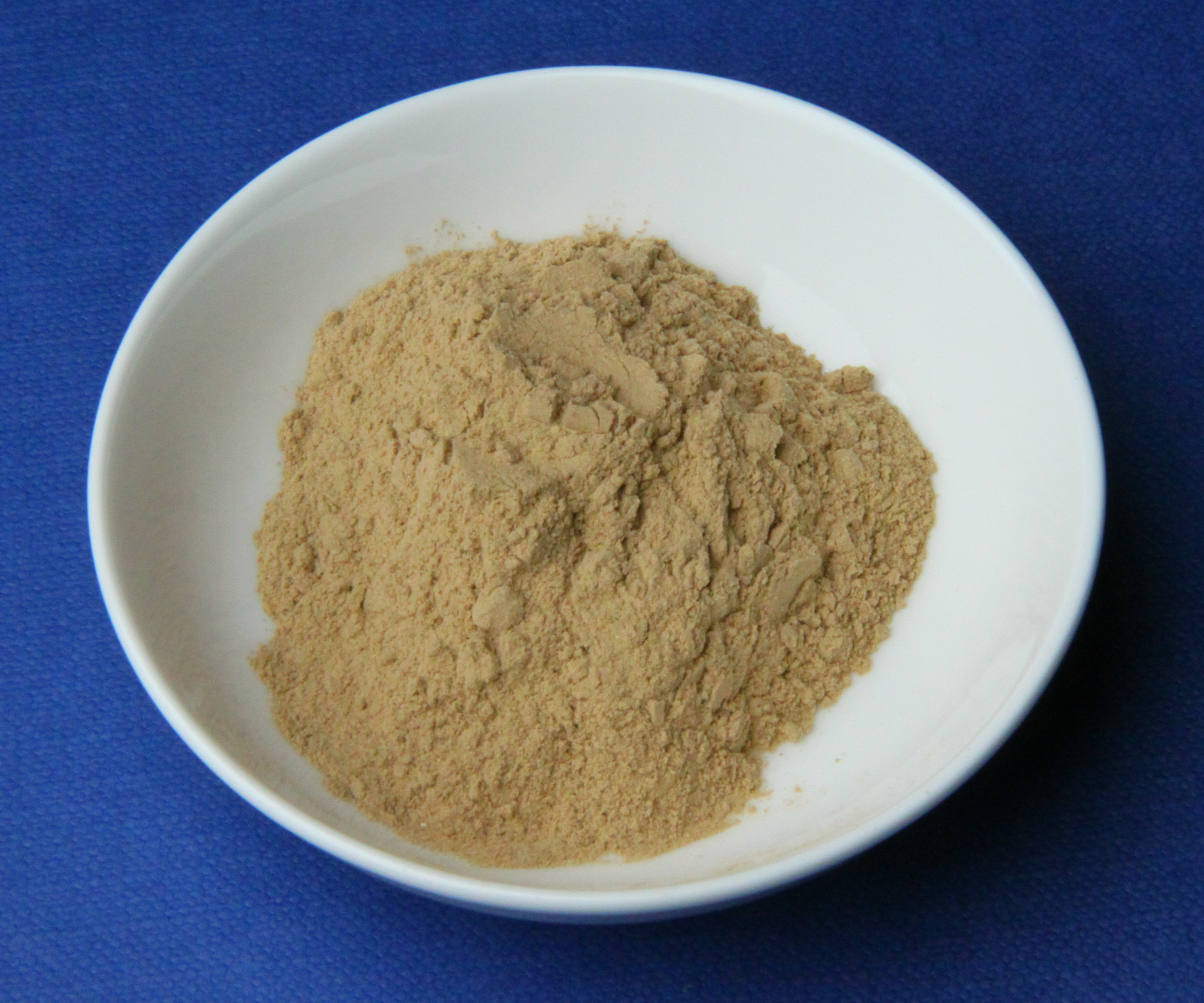
Luvos Heilerde, den läkejord som fortfarande säljs av Justs företag.

Adolf Just, född 8 augusti 1859 i Lüthorst nära Dassel, Kungariket Hannover, död 20 januari 1936 i Blankenburg (Harz) var en tysk naturläkare och grundare av sanatoriet Jungborn i Eckertal

## Biografi
Just inledde sin karriär som bokhandlare, men blev sjuk, och började studera olika naturläkemedel, genom vilka han blev en behandlande lekman. Den medicinska filosofi han starkt förespråkade var "Tillbaka till Naturen", naturlig mat, rent vatten, frisk luft, jordens lera och att tillbringa så mycket tid i som möjligt den fria naturen. I Eckertal intill Bad Harzburg grundade han 1895 det naturopatiska institutet Jungborn, där den kanske mest kände patienten var Franz Kafka.
År 1918 grundade Adolf Just Heilerde-Gesellschaft Luvos Just GmbH i Blankenburg/Harz, Friedrichsdorf, som idag fortfarande framställer ”heilerde” (en speciell jord som kan blandas till vatten för att få en lera eller användas som den är).
Hans arbete väckte intresse från Indien och ledde där till bygget av ett fortfarande verksamt naturmedicinsk sjukhus i Pune.